# Чилдреніт
Чилдреніт (рос. чильдренит; англ. childrenite; нім. Childrenit m) — мінерал, водний фосфат заліза та алюмінію.
Названий на честь англійського мінералога Дж. Чілдрена (1823).

## Опис
Хімічна формула:
- 1. За Є. К. Лазаренком, Г.Штрюбелем, З. Х. Ціммером: (Fe, Mn)Al{(OH)2[PO4]}•H2O.
- 2. За «Горной энциклопедией»: 8{Fe2+Al[PO4] (OH)2H2O}.
- 3. За «Fleischer's Glossary» (2004): FeAl[PO4](OH)2•H2O.

Містить (%): FeO — 31,26; Al2O3 — 22,18; P2O5 — 30,88; H2O — 16,68; MnO — до 8 %.
Сингонія ромбічна (псевдоромбічна). Призматичний вид. Форми виділення: кристали — ізометричні, пірамідальні, призматичні або таблитчасті, гроноподібні та волокнисті утворення. Густина 3,2. Твердість 5,0. Блиск скляний до жирного. Колір жовто-коричневий до коричневого.

## Поширення
Розповсюджений в пегматитах або в гідротермальних жилах, ґрейзенах, сидеритових рудах. Знахідки: Грейфенштейн (Еренфрідерсдорф, Саксонія, ФРН); Тавісток (графство Девоншир) і Сент-Остелл (граф. Корнуол), Велика Британія; Хеброн (штат Мен, США).

## Різновиди
Розрізняють:
- чилдро-еосфорит (різновид чилдреніту з Гагендорфа (Баварія, ФРН) зі співвідношенням Fe: Mn=1:1).